# 清泉温泉
座標: 北緯24度34分29秒 東経121度06分19秒 / 北緯24.5746520度 東経121.1052059度

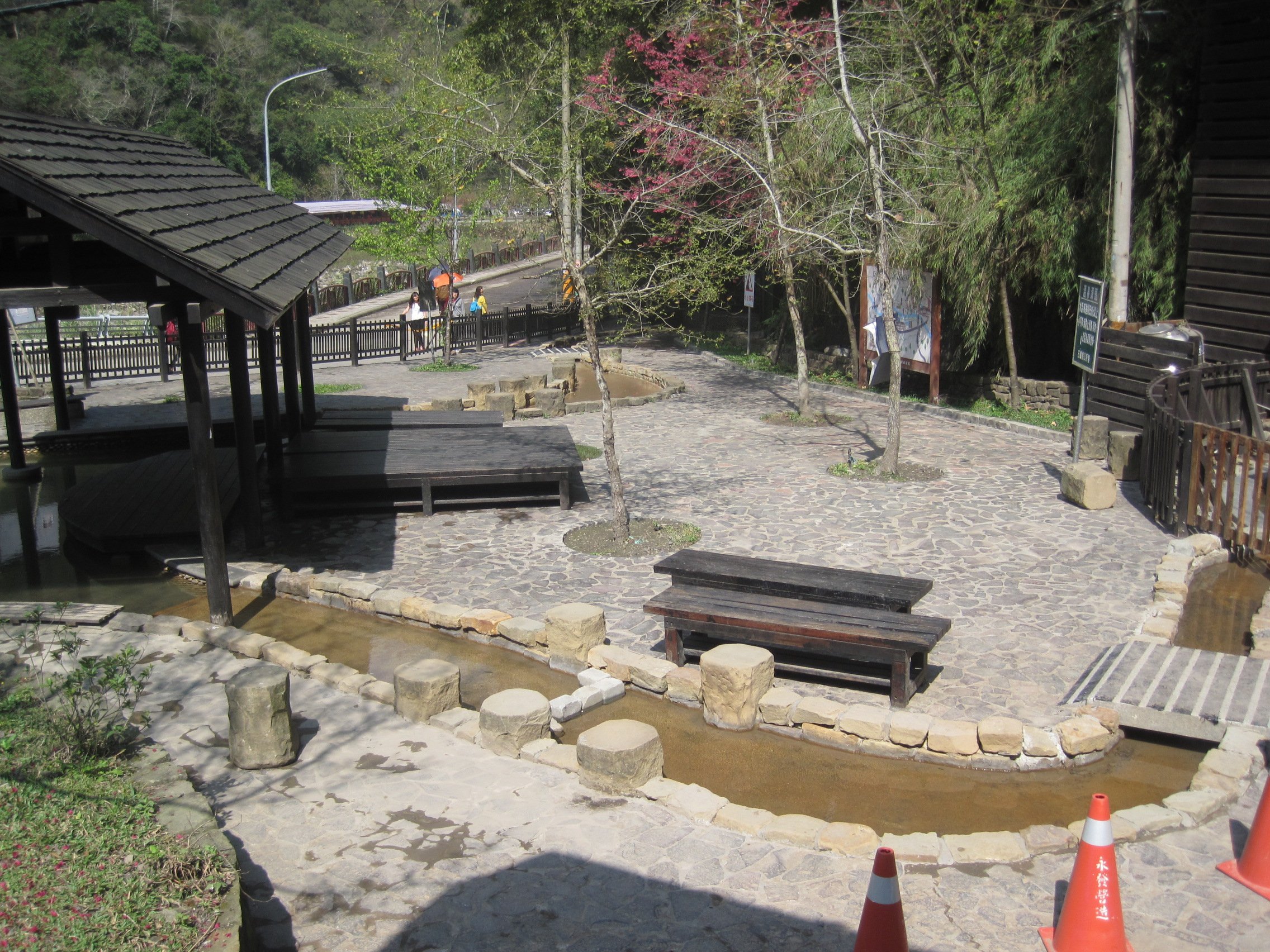
将軍湯、落石により営業を停止している

清泉温泉（せいせんおんせん、拼音: qīngquán wēnquán）は台湾新竹県五峰郷桃山村にある温泉。上坪渓に属し付近にはタイヤル族とサイシャット族の集落がある。日本統治時代は井上温泉と呼ばれた。かつて張学良が軟禁されていたことで著名。

## 泉質
清泉温泉は無色無味透明の湯で飲用可能。泉温は43℃～58℃、pHは7.6、炭酸水素イオン約1172ppm，ナトリウムイオン約491ppmを含む中性の炭酸水素塩泉。

## 歴史

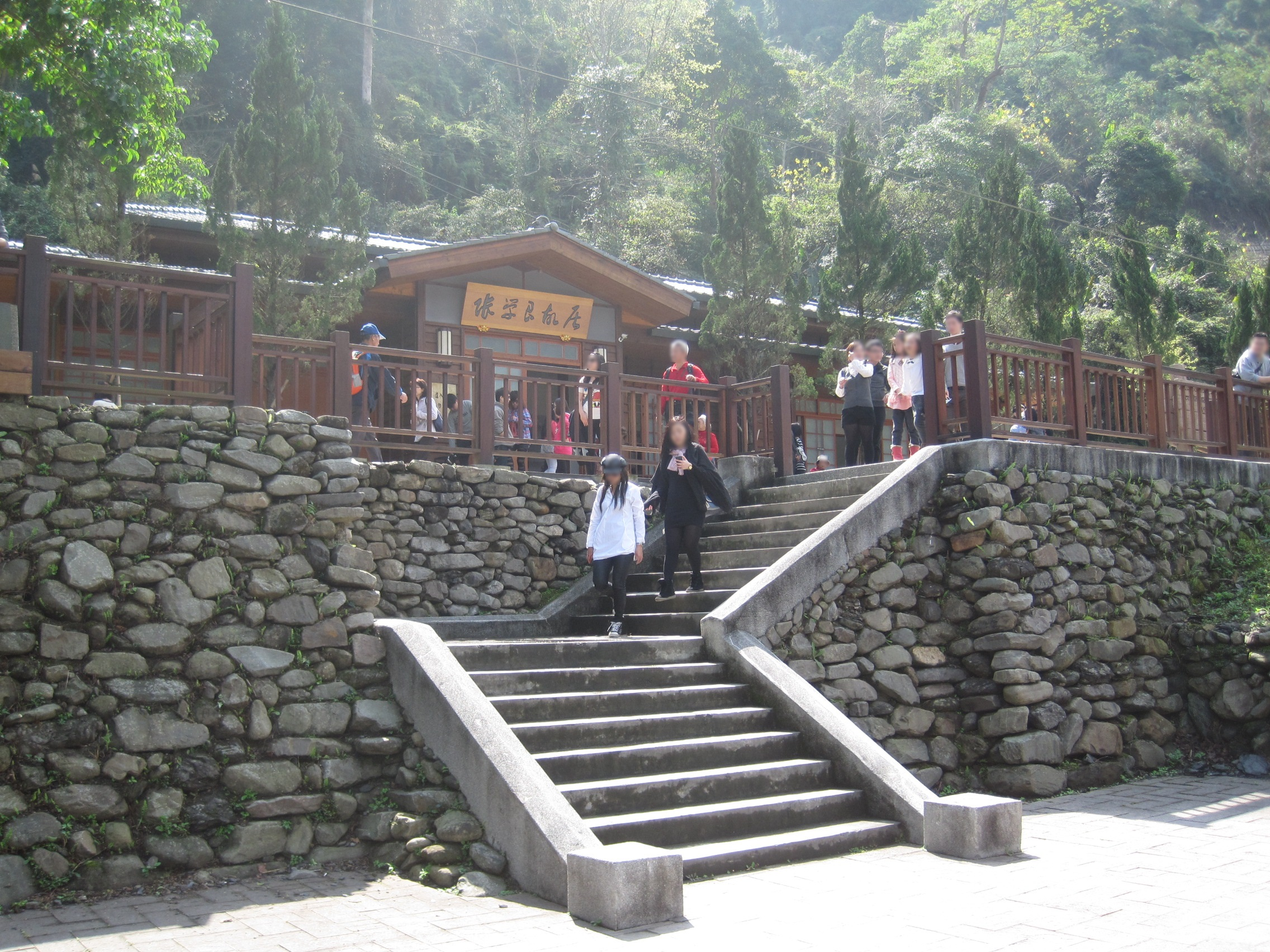
「張学良故居」（旧「井上温泉療養所」）

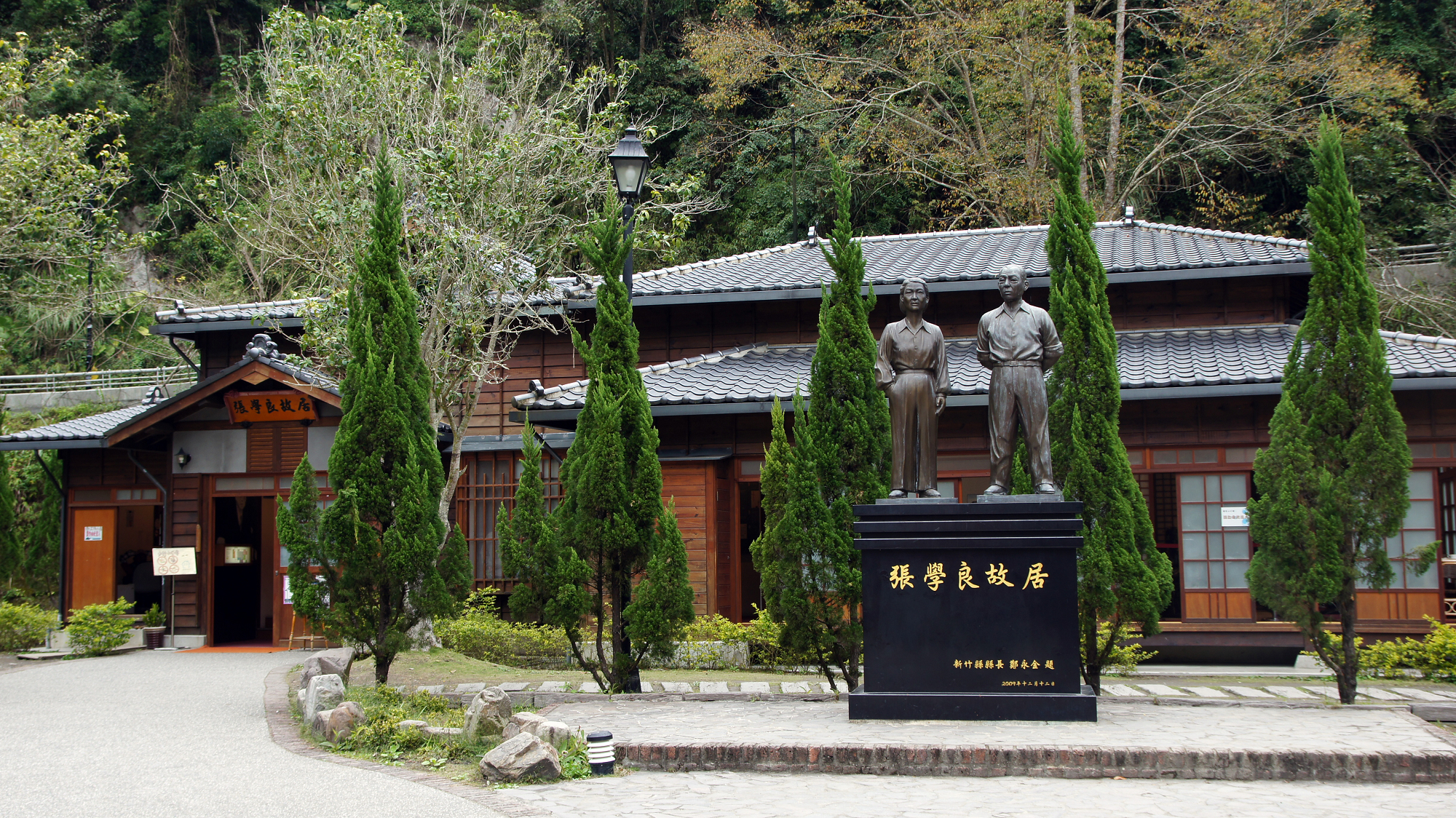
原住民族館

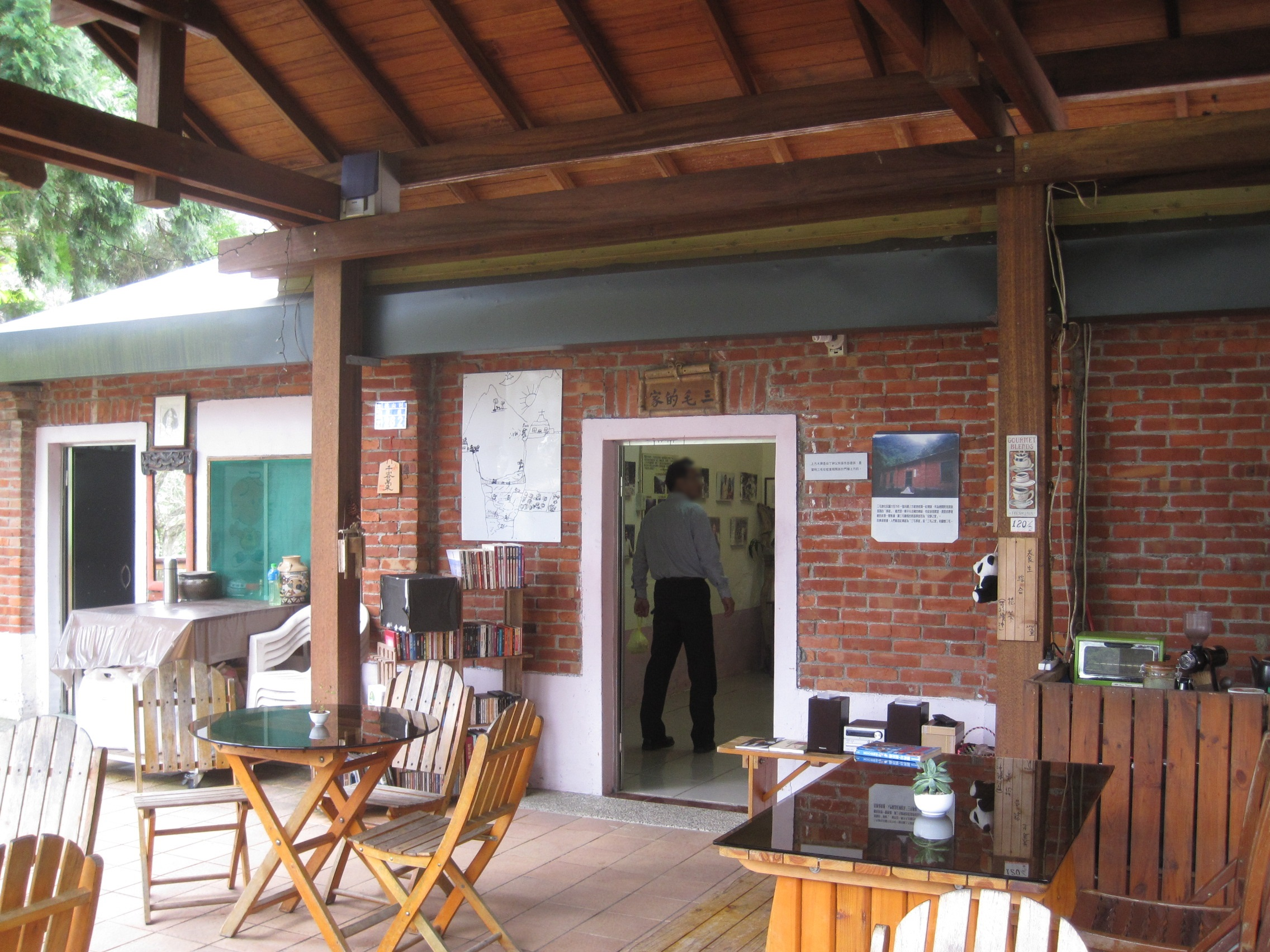
三毛夢屋，作家の三毛は1980年代この地に居住していた。

この地はもともとタイヤル族の居住地だったが、日本統治時代の1913年に駐在した日本人警察官が温泉を発見し、井上温泉と名付けて開発が進められた。後にこの温泉は「清泉試浴」の名で新竹八景の一つに数えられた。
1918年、新竹から竹東を経て上坪などに至る道路が作られ、井上道路と名付けられた（現在の県道122号）。交通が便利だったこと、京都の嵐山に景観が似ていることから「嵐山温泉」の別名でも呼ばれた。
西安事件を起こした張学良は蔣介石によって1946年11月から1957年10月までの間、この地の「井上温泉療養所」に軟禁されていた。1963年に発生した台風（zh:颱風姬羅莉亞 (1963年)）によって発生した洪水によってこの建物は破壊されたが、後に新竹県政府により修復され、この温泉の歴史や張学良の事跡を紹介する施設として開放されている。